# Peter Platzer (Fußballspieler)
Peter Platzer (* 29. Mai 1910 in Wien; † 13. Dezember 1959) war ein österreichischer Fußballspieler auf der Position des Torwarts. Nach dem Weggang von Rudolf Hiden nach Frankreich wurde er ab 1933 Stammgoalie des Nationalteams und stand auch bei allen Spielen der Fußball-Weltmeisterschaft 1934 im Tor, bei der die österreichische Mannschaft bis ins Halbfinale kam. Mit seinem Stammverein Admira wurde er vier Mal Meister und erreichte das Mitropacupfinale. Während des Zweiten Weltkriegs wurde Peter Platzer auch in das reichsdeutsche Team einberufen und wurde mit den Jedleseern deutscher Vizemeister.

## Karriere

### Erste Jahre in der Brigittenau und Floridsdorf
In seinen Jugendjahren spielte Peter Platzer erst für Rag Wien und seit 1925 für den SC Metallum Wien. Dort wurde er bereits 1926 Tormann in der Kampfmannschaft. Peter Platzer setzte seine Fußballkarriere 1927 als Profi in der Brigittenau beim BAC fort, der ein Jahr zuvor überraschend Vizemeister geworden ist. Bereits während der folgenden Saison wechselte der Tormann auf die andere Seite der Donau nach Floridsdorf zum FAC, noch im selben Jahr stieg der BAC ab. Mit den Floridsdorfen tummelte sich Peter Platzer zwar nur im Mittelfeld der Tabelle, dennoch machte er Hugo Meisl auf sich aufmerksam. 1931 kam er zu seinem ersten Einsatz in der Nationalmannschaft zur Zeit des legendären Wunderteams. Dieser beschränkte sich allerdings auf wenige Minuten – nach einer Verletzung Rudi Hidens stand er die letzten Minuten beim 2:2 gegen Ungarn in Budapest im Tor.
Nach dem Abgang Rudi Hidens nach Frankreich im Jahre 1933 wurde Österreichs Nummer zwei der neue Stammgoalie der Nationalmannschaft. Sein Debüt gab er bei der 1:2-Niederlage gegen die Tschechoslowakei, die das Ende des Wunderteams markiert. Dennoch behielt der Tormann seinen Startplatz im Team und blieb bis zum Weltmeisterschaftshalbfinale 1934 ungeschlagen.

### Wechsel zur Admira und Weltmeisterschaft 1934
Aufgrund seiner guten Leistungen im Team konnte Peter Platzer noch während der Saison 1933/34 zum damals erfolgreicheren Lokalrivalen Floridsdorfs, der Admira, wechseln. In Jedlesee konnte der Tormann rasch Fuß fassen und dominierte in den folgenden Jahren die Meisterschaft. Neben dem Meistertitel 1934 erreichte Peter Platzer mit den Admiranern auch das Finale das Mitropacups, dem Vorläufer des Europapokals. In Wien konnte er zwar mit seiner Mannschaft mit 3:2 siegreich bleiben, musste sich dem AGC Bologna in Italien jedoch mit 1:5 geschlagen geben.
In derselben Saison spielte Peter Platzer bei der Fußballweltmeisterschaft in Italien. Nach Siegen über Frankreich und dem „Erzrivalen“ Ungarn stand das österreichische Team mit Platzer im Halbfinale, wo sie auf den Gastgeber trafen. Die Italiener konnten dieses umstrittene Spiel mit 1:0 für sich entscheiden. Das einzige Tor im Spiel entstand nach einem schweren Foul an Peter Platzer. In der 18. Minute brach der Italiener Orsi am linken Flügel durch und flankte zur Mitte. Platzer sprang hoch und konnte den Ball fangen, wurde aber von Meazza und Schiavio gefoult und im Fallen über die Torlinie gestoßen. Stark benommen blieb Platzer am Boden liegen, der schwedische Schiedsrichter Eklind – tags zuvor Ehrengast Benito Mussolinis – erkannte trotz dieser Regelwidrigkeit das Tor an.
Nach der enttäuschenden Weltmeisterschaft konnte der Tormann jedoch bald wieder Erfolge mit seiner Admira feiern. Noch zwei weitere Male holte er mit dem Verein den Meistertitel, ehe deutsche Soldaten im März 1938 in Österreich einmarschierten und das Land annektierten.

### Zweiter Weltkrieg
In den ersten Jahren in der neu geschaffenen „Gauliga Ostmark“ konnte Platzer mit seinem Verein noch einige Erfolge feiern. 1939 wurde man Gaumeister und sogar deutscher Vizemeister. Das Finale um die Deutsche Meisterschaft gegen den FC Schalke 04 ging allerdings – anstelle seiner im Tor; für ihn spielte Emil Buchberger – mit 0:9 verloren, so dass man sich auf ein Revanchespiel in Wien einigte. Das Spiel endete 1:1, wobei Platzers Admira zwei Tore aberkannt wurden. Nach Ende des Spiels wurde der Schalker Mannschaftsbus, wie auch zahlreiche Polizisten angegriffen und die Autoreifen des Gauleiters Baldur von Schirach aufgeschlitzt. Peter Platzer beendete seine Karriere in der folgenden Saison. Bereits seit Mitte der 1930er Jahre betrieb er ein Kaffeehaus in Erdberg und versuchte sich nach Ende seiner Spielerkarriere auch als Schauspieler, er war seit 1939 Mitglied der Reichstheaterkammer. Platzer wurde am Wiener Zentralfriedhof bestattet.
Im Jahr 1993 wurde in Wien-Floridsdorf (21. Bezirk) die Platzergasse nach ihm benannt.

## Stationen
- Brigittenauer AC (1927–1929)
- Floridsdorfer AC (1929–1934)
- SK Admira Wien (1934–1940)

## Erfolge
- 1 × Mitropapokalfinale: 1934 (Admira)
- 4 × Österreichischer Meister: 1934, 1936, 1937, 1939 (Admira)
- 1 × Österreichischer Vizemeister: 1935 (Admira)
- 1 × Deutscher Vizemeister: 1939 (Admira)

- Weltmeisterschaftshalbfinale 1934
- 31 Länderspiele für die österreichische Fußballnationalmannschaft
- 2 Länderspiele für die deutsche Fußballnationalmannschaft